# Mavra
Mavra és una òpera còmica d'un acte composta per Ígor Stravinski, i una de les obres primerenques de Stravinski en el seu període neoclàssic. El llibret, de Boris Kochno, està basat en la narració de 1830 La caseta de Kolomna d'Aleksandr Puixkin. Mavra té una durada aproximada de 25 minuts, i conté dues àries, un duet, i un quartet, interpretats pel seu repartiment de quatre personatges. L'òpera és alhora un homenatge als escriptors russos i una sàtira dels costums burgesos i del subgènere romàntic Romeu i Julieta. Philip Truman va descriure la música com una sàtira de les òperes del segle xix. La partitura està dedicada a la memòria de Puixkin, Glinka i Piotr Ilitx Tchaikovski.
Mavra es va estrenar a Òpera de París el 3 de juny de 1922, en una producció de Serguei Diàguilev, amb Oda Slobdoskaia, Zoïa Rosovska i Bélina Skoupevski entre el repartiment original, amb l'orquestra dirigida per Grzegorz Fitelberg. L'òpera va ser un fracàs a la seva estrena, en part perquè el gran escenari de l'Òpera de Paris va aclaparar l'escala petita de l'obra.
Stravinski es va mostrar molt satisfet d'aquesta composició, i va arribar a dir que "Mavra em sembla la millor composició que mai he fet". Erik Satie la va elogiar després de la seva estrena. Stravinski, per la seva banda, va reaccionar amb hostilitat vers les persones que el van criticar.
L'òpera va ser estrenada a Catalunya (estrena també a Espanya) al Gran Teatre del Liceu de Barcelona l'any 1975. S'havia de fer l'estrena el 20 de novembre de 1975, però la mort del General Franco va fer que l'estrena es canviés al dia 23 de novembre, en una sessió a la qual es van estrenar d'altres òperes de petit format.
La primera ària de l'òpera ha estat arranjada per a violoncel i piano, i enregistrada per Mstislav Rostropóvitx sota el títol Cançó russa.

## Argument
Lloc: poble rus
Temps: cap el 1840

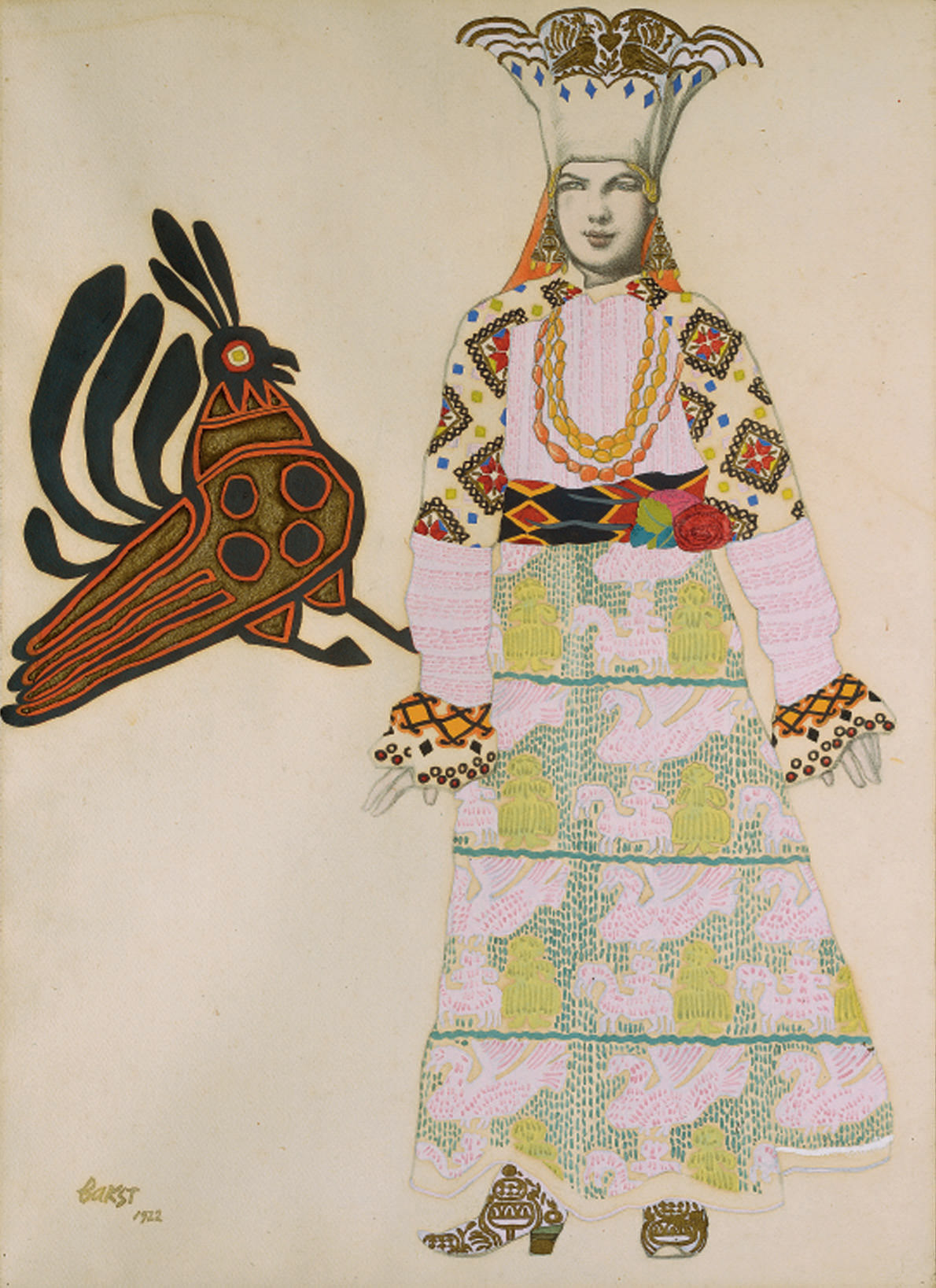
Esbós de vestit, per Léon Bakst

Parasha està enamorat del seu veí, Vassili, un jove hússar, però tenen dificultats per a poder-se trobar. Després de cantar un duet, Vassili surt, i entra a escena la mare de Parasha, que es lamenta de les dificultats per a trobar una nova criada després que l'anterior, Thecla, morís. La mare ordena la seva filla que trobi una nova criada. Parasha fa que Vassili entri a la seva casa disfressat de criada, amb el nom de Mavra. L'engany inicialment té èxit, i Parasha i Vassili són feliços de poder ser sota el mateix sostre. Quan Parasha i la seva mare surten a fer un passeig Vassili aprofita per a afaitar-se. Les dones tornen, i es veuen desconcertades veient a la seva nova criada afaitar-se. Vassili s'escapa per la finestra, la mare de Parasha es desmaia, la veïna del costat s'afanya a tractar d'ajudar-la, i Parashá lamenta la pèrdua del seu jove amor.

## Números
1. Obertura
2. Cançó de Parasha
3. Cançó gitana de l'hússar
4. Diàleg
5. Cançó de la mare
6. Diàleg
7. Duet
8. Diàleg
9. Quartet
10. Diàleg
11. Duet
12. Diàleg
13. Cançó de Mavra
14. Coda

## Enregistraments
- Colúmbia 72609: Susan Belinck, Mary Simmons, Patricia Rideout, Stanley Kolk; Orquestra Simfònica de la CBC; Igor Stravinski, director[9]
- Decca: Joan Carlyle, Helen Vats, Monica Sinclair, Kenneth Macdonald; L'Orchestre de la Suisse Romande; Ernest Ansermet, director
- Chandos CHA 9488: Tatyana Kravtsova, Olga Korzhenskaya, Olga Markova-Mikhailenko, Alexei Martynov; Netherlands Vent Ensemble; Thierry Fischer, director
- BMC 118: Maria Fontosh, Ludmila Schemtschuk, Lili Paasikivi, Valerij Serkin; Joventut alemanya Philharmonic, Gothenburg Simfonia; Péter Eötvös, director[10]